# شيلا تيت
شيلا تيت (بالإنجليزية: Sheila Tate)‏ هي مسؤولة أمريكية، ولدت في 1942.